# Януш Гловацький
Януш Анджей Гловацький (пол. Janusz Andrzej Głowacki; 13 вересня 1938 — 19 серпня 2017) — польський прозаїк, драматург, сценарист.

## Біографія
Вивчав польську філологію у Варшавському університеті. Дебютував 1960 року в виданні «Almanach Młodych». З 1964 р. співпрацює з польськомовним паризьким журналом Kultura (редактор Єжи Ґедройць) як колумніст та автор блискучих оповідань.
На зламі 1960—1970 рр. розпочинає активну діяльність як сценарист. Тоді ж постає фільм Анджея Вайди «Полювання на мух» (1969), знятий за мотивами творчості Гловацького. Справжній успіх прийшов до Гловацького після спільного із Мареком Півовським сценарію до фільму «Рейс», визнаного найкращою польською кінокомедією.
Як колумніст «Культури» виступає до 1981 року. Після запровадження воєнного стану в Польщі приймає рішення, як і багато польських митців, залишитися за кордоном. Оселився у США, де став відомим драматургом. Прославився після постановки п'єси «Полювання на тарганів» (1986).
З 1983 року постійно проживав в Нью-Йорку з акторкою та співачкою українського походження Оленою Леоненко.
2005 року був нагороджений міністром культури Польщі Вальдемаром Домбровським Золотою Медаллю «За заслуги в культурі Gloria Artis».
Творчість Гловацького була перекладена англійською, естонською, іспанською, китайською, корейською, німецькою, російською, сербською, словацькою, угорською, українською, французькою, чеською мовами. Був членом Товариства польських письменників.
Помер 19 серпня 2017 року.

## Основні твори

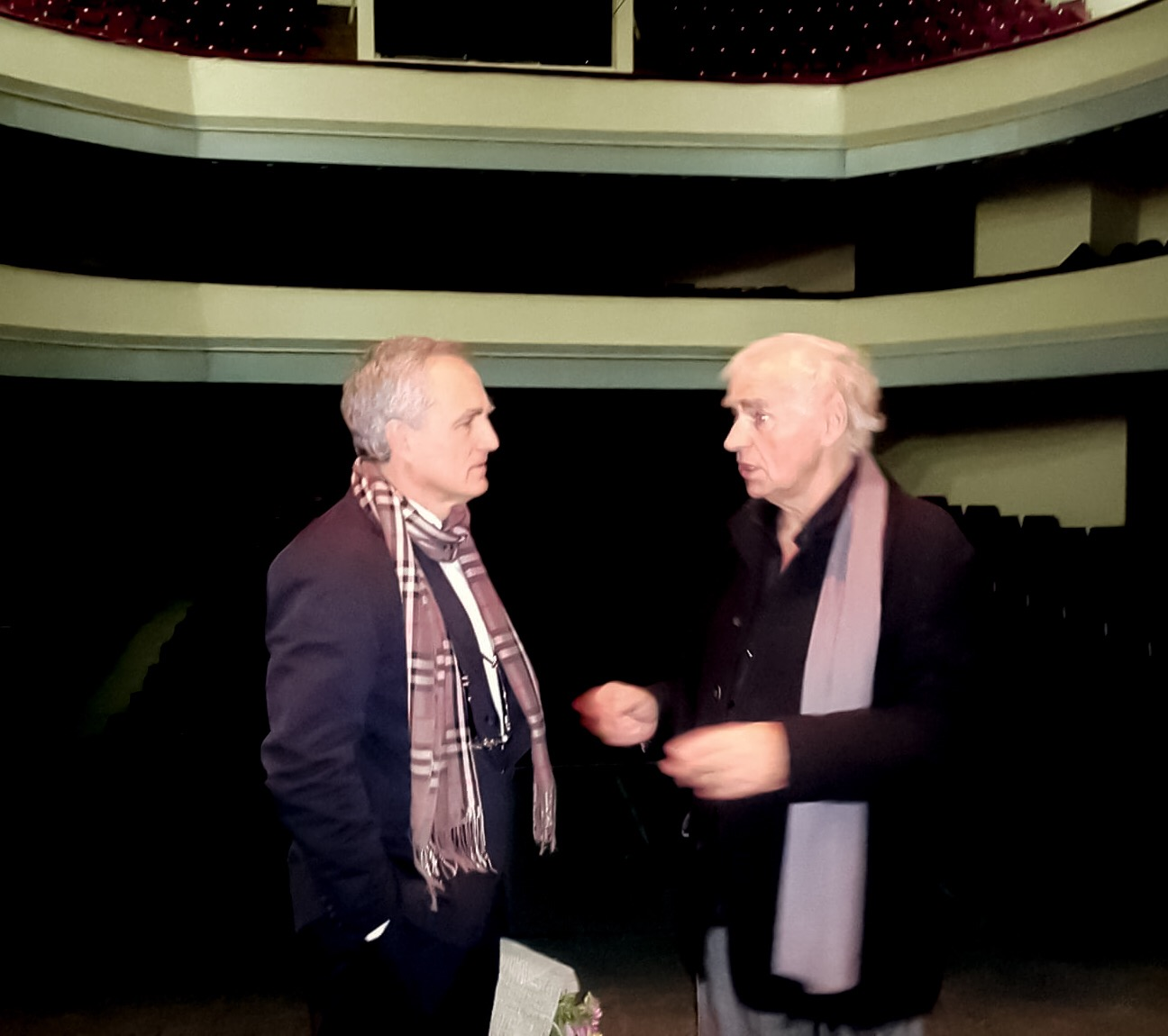
Януш Гловацький, Анджей Щитко, Харківський академічний український драматичний театр імені Тараса Шевченка, 04.12.2014.

### Романи
- «Останній сторож» (пол. Ostatni cieć, 2001)
- «З голови» (пол. Z głowy, 2004)
- «Як бути коханим» (пол. Jak być kochanym, 2005)
- «Good night, Джезі» (пол. Good night, Dżerzi, 2010)

### Збірки оповідань і фельєтонів
- «Круговерть абсурду» (пол. Wirówka nonsensu, 1968)
- «Новий танец ля-ба-да та інші оповідання» (пол. Nowy taniec la-ba-da i inne opowiadania, 1970)
- «Уночі гірше видно» (пол. W nocy gorzej widać, 1972)
- «Рай і рапорт Пілата» (пол. Paradis & Raport Piłata, 1973)
- «Полювання на мух та інші оповідання» (пол. Polowanie na muchy i inne opowiadania, 1974)
- «Повернення графа Монте-Крісто» (пол. Powrót Hrabiego Monte Christo, 1975)

### П'єси
- «Покараний перелюб» (пол. Cudzołóstwo ukarane, 1972)
- «Матч» (пол. Mecz, 1976)
- «Бруднуля» (пол. Kopciuch, 1979)
- «Полювання на тарганів» (пол. Polowanie na karaluchy, 1986)
- «Фортинбрас спився» (пол. Fortynbras się upił, 1990)
- «Антигона в Нью-Йорку» (пол. Antygona w Nowym Jorku, 1992); прем'єра: грудень 2014, Харків, режисер Анджей Щитко[8][9].
- «На п'ятій авеню» (1999)
- «Четверта сестра» (пол. Czwarta siostra, 2002)

## Переклади українською мовою
- Четверта сестра [Архівовано 13 квітня 2014 у Wayback Machine.] / переклав з пол. Олександр Ірванець. — 2007.
- Антигона в Нью-Йорку / переклав з пол. Олександр Ірванець. — 2008.
- З голови / переклав з пол. Олександр Ірванець. — Львів: Астролябія, 2009.

## Громадська позиція
У 2018 підтримав звернення Європейської кіноакадемії на захист ув'язненого у Росії українського режисера Олега Сенцова